# La Gripperie-Saint-Symphorien
La Gripperie-Saint-Symphorien ist eine französische Gemeinde mit 598 Einwohnern (Stand: 1. Januar 2022) im Département Charente-Maritime in der Region Nouvelle-Aquitaine. Sie gehört zum Arrondissement Rochefort und zum Kanton Marennes. Die Einwohner werden Griphoriens genannt.

## Geographie
La Gripperie-Saint-Symphorien liegt etwa 14 Kilometer südlich des Stadtzentrums von Rochefort. Umgeben wird La Gripperie-Saint-Symphorien von den Nachbargemeinden Saint-Jean-d’Angle im Norden, Champagne im Nordosten und Osten, Sainte-Gemme im Südosten, Saint-Sornin im Süden und Südwesten sowie Saint-Just-Luzac im Westen. 

## Bevölkerungsentwicklung
| Jahr                       | 1962 | 1968 | 1975 | 1982 | 1990 | 1999 | 2008 | 2019 |
| Einwohner                  | 324  | 331  | 321  | 364  | 402  | 473  | 443  | 587  |
| Quellen: Cassini und INSEE |      |      |      |      |      |      |      |      |

## Sehenswürdigkeiten
- Kirche Saint-Symphorien, ursprünglich aus dem 12. Jahrhundert, seit 1995 Monument historique
- Domäne La Massonne aus dem 17. Jahrhundert

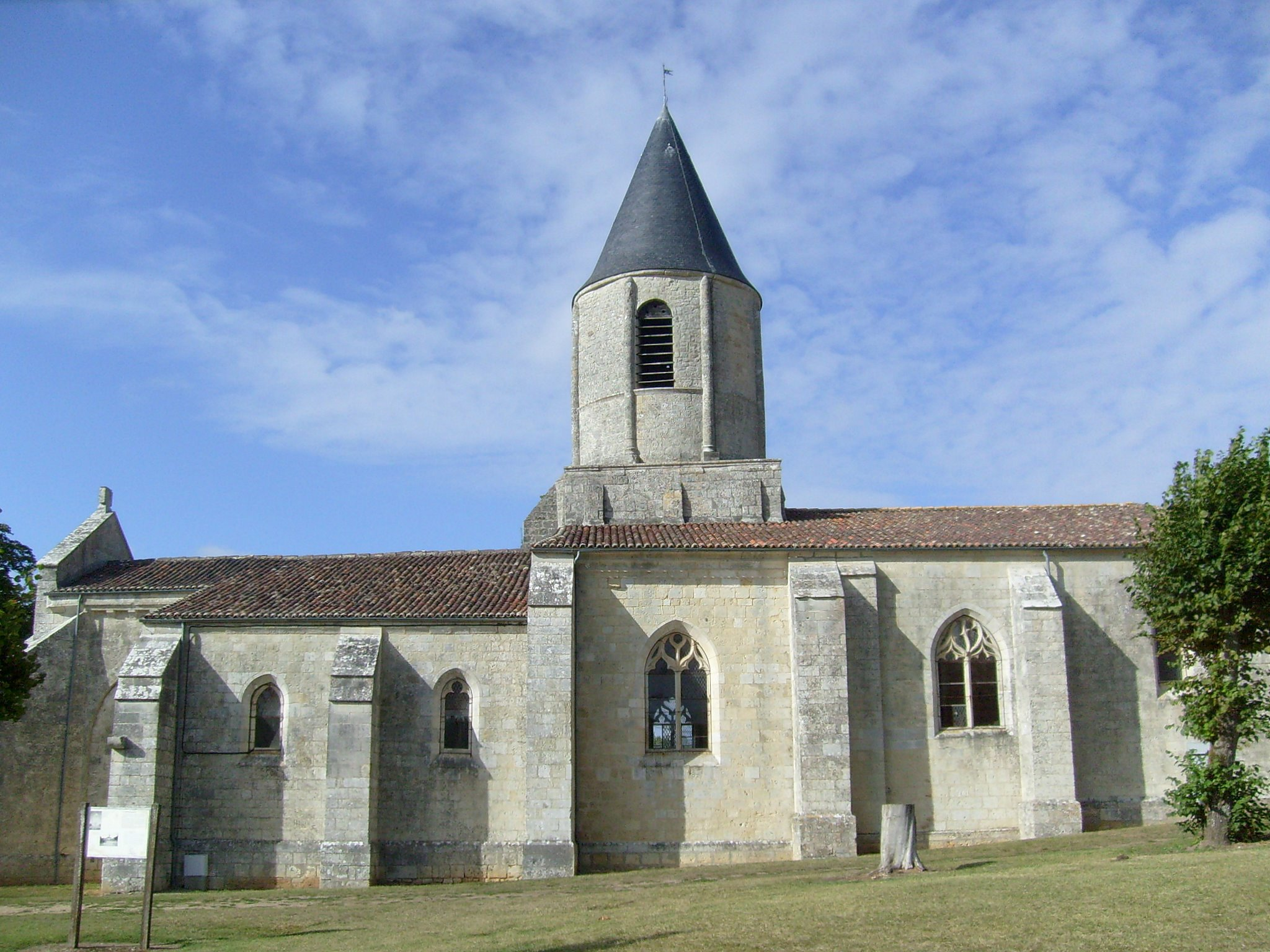
Kirche Saint-Symphorien

## Persönlichkeiten
- René Caillié (1799–1838), Forschungsreisender, hier verstorben